# Хорошеве (Синельниківський район)
Хо́рошеве — село в Україні, у Зайцівській сільській територіальній громаді Синельниківського району Дніпропетровської області. Населення за переписом 2001 року становить 227 осіб.

## Географія

Урочище Хорошеве

Село Хорошеве знаходиться на лівому березі річки Татарка, на протилежному березі — село Кислянка. Через село проходить автомобільна дорога Т 0425.

## Пам'ятка природи
Біля села знаходиться ландшафтний заказник місцевого значення Урочище Хорошеве.

## Археологія
В селі Хорошевому досліджувався курганний могильник доби бронзи (III—І тисячоліття до Р. Х.), в ньому зустрічалися окремі сарматські поховання (II—І століття до Р. Х.).

## Історія
Станом на 1886 рік в містечку, центрі Хорошевської волості, мешкала 421 особа, налічувалось 78 дворів, православна церква, лавка, відбувалось 2 ярмарки на рік.
З 1879 року у Хорошевому служив дияконом церкви святителя Миколая Василь Іоаннович Корчак-Чепурківський, батько відомого вченого Оксентія Васильовича Корчак-Чепурківського.
7 (20) листопада 1917 року, відповідно до Третього Універсалу Української Центральної Ради, увійшло до складу Української Народної Республіки.
До 2017 року орган місцевого самоврядування — Кислянська сільська рада.
12 червня 2020 року, відповідно до розпорядження Кабінету Міністрів України № 709-р від «Про визначення адміністративних центрів та затвердження територій територіальних громад Дніпропетровської області», увійшло до складу Зайцівської сільської громади.
19 липня 2020 року, в результаті адміністративно-територіальної реформи та ліквідації   Синельниківського (1923—2020) району, село увійшло до складу новоутвореного Синельниківського району.

## Населення

### Мова
Розподіл населення за рідною мовою за даними перепису 2001 року:
| Мова            | Кількість | Відсоток |
| --------------- | --------- | -------- |
| українська      | 185       | 81.50%   |
| російська       | 24        | 10.57%   |
| вірменська      | 1         | 0.44%    |
| інші/не вказали | 17        | 7.49%    |
| Усього          | 227       | 100%     |